# Gorges de l'Hérault

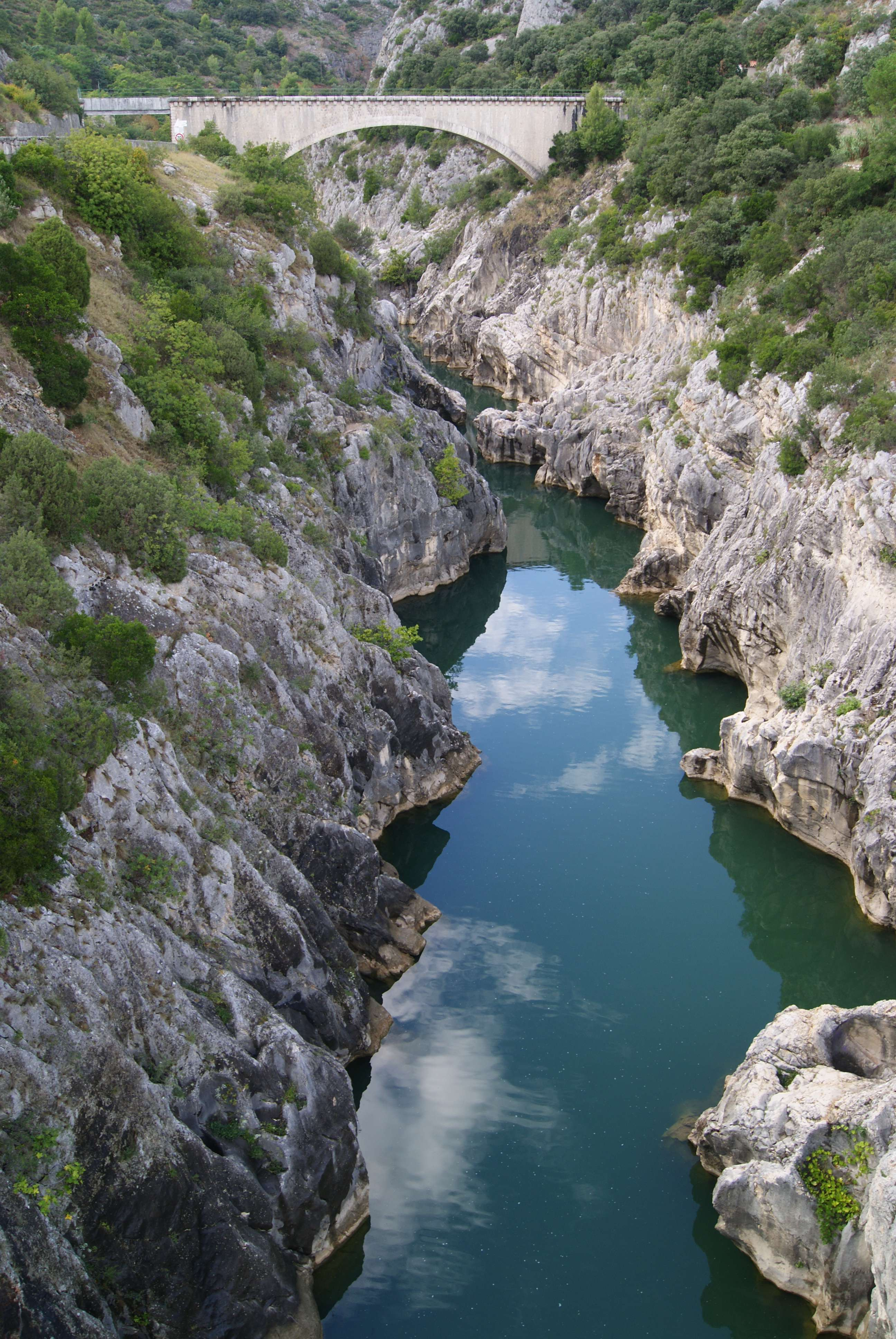
La partie aval des gorges avec le pont-canal de Saint-Jean-de-Fos.

Les gorges de l’Hérault sont des canyons creusés par le fleuve Hérault entre Ganges et Aniane, dans les massifs calcaires du Taurac et du causse de la Selle. Elles se situent dans le département français de l'Hérault.

## Géographie
La partie supérieure des gorges de l'Hérault, entre Ganges et Saint-Bauzille-de-Putois, incise le plateau du Taurac.
La seconde partie des gorges entre Saint-Bauzille-de-Putois et Aniane incise le causse de la Selle. Les affluents de l'Hérault qui le rejoignent dans ces gorges forment des canyons secondaires, comme le ravin des Arcs où coule le Lamalou et le cirque de l'Infernet à Saint-Guilhem-le-Désert où coule le Verdus.

## Tourisme
Sous l'appellation « Saint-Guilhem-le-Désert et Gorges de l'Hérault », la partie inférieure des gorges de l'Hérault a reçu le label « Grand site de France », en juin 2010. Il est renommé Gorges de l'Hérault en 2018.
La communauté de communes Vallée de l'Hérault est chargée de gérer cet ensemble.